# Virgichneumon zebratus
Virgichneumon zebratus là một loài tò vò trong họ Ichneumonidae.